# 羅克伍德 (加利福尼亞州)
羅克伍德（英語：Rockwood）是位於美國加利福尼亞州因皮里爾縣的一個非建制地區。該地的面積和人口皆未知。

## 地理
羅克伍德的座標為33°02′56″N 115°30′46″W / 33.04889°N 115.51278°W，而該地的平均海拔高度為-47米（即-154英尺）。